# Битка код Глине (1478)
Битка код Глине (1478) била је део хрватско-турских ратова.

## Увод
Након пада Босне 1463. турски напади на Хрватску постали су масовнији и учесталији. У почетку су упадали у Хрватску претежно гранични санџакбегови са по неколико хиљада акинџија, а повремено босански намесник са редовним трупама ојачаним спахијама краћим правцима највише са десетак хиљада људи, али су убрзо прешли на дубоке провале у Мађарску, Аустрију, Истру, па чак и у млетачку Фурланију. Због ангажовања краља Матије Корвина (1458—1490) у ратовима на западу (у Аустрији и Чешкој), након неуспелог покушаја преотимања Босне 1463-64. (који се завршио стварањем јајачке и сребрничке бановине), одбрана Хрватске препуштена је слабим домаћим феудалним снагама, а краљева помоћ за издржавање најамника и посада краљевских градова била је нестална. Војна моћ Хрватске до битке на Крбавском пољу 1493. године износила је до 20 бандерија са око 10.000 коњаника. Због сталне угрожености свих граница, ове снаге биле разбацане по целој земљи, и свака бандерија бранила је сама своје подручје, уз евентуалну помоћ суседа. Због слабљења војног потенцијала хрватских феудалаца (пустошење, одвођење робља), славонски Сабор у Зденцима је 1478. одлучио да се на општи феудални позив (тзв. земаљски или пучки устанак, лат. insurrectio) мора лично одазвати сваки племић и слободњак и на 25 кметова опремити по 1 коњаника (са копљем, мачем и штитом) и 1 пешака ( са луком); од 1528. на сваки димњак требало је давати по 1 пешака, а на 10 димњака 1 коњаника. После пораза 1493. ниједан хрватски великаш осим бискупа, кнезова Зрињских и Франкопана није могао да скупи потпуну бандерију (од 1492. смањена на 200 лаких и 200 оклопних коњаника).

## Битка
Хрватски феудалци имали су дуж Врбаса и Уне преко 50 утврђених градова, али нису били у стању да се својим локалним снагама одупру све чешћим и снажнијим турским провалама којих је од 1463. до 1513. било преко 30 (већих), а 1518-1526. још 18. Тек повременим груписањем бандеријалних снага банови су понекад разбијали турске одреде при повратку са дубљих пљачкашких упада. Краљ Матија Корвин је 18. септембра 1477. упутио посланицу Хрватском сабору, којом краљевини Хрватској дозвољава да самостално управља земаљском одбраном својом: Сабор добија право да бира земаљскога капетана који ће водити хрватску војску; уз то, краљ је опростио Хрватској све порезе за 4 године унапред. Након тога састао се Хрватски сабор у Зденцима 20. јануара 1478, где је реорганизована хрватска феудална војска.
Успех није изостао.1478. У Босну су у лето 1478. враћало 20.000 турских коњаника, који су пљачкали по Крањској; Хрвати су добили помоћ од Млечана, пошто су босански Турци претходне јесени (1477) провалили у северну Италију (Фурланија). Кнез Петар Зрински дочекао је Турке између Глине и Уне. и разбио их, а остатке је уништио капетан града Јајца.